# Daisuke Ikeda
Pour les articles homonymes, voir Ikeda.
Daisuke Ikeda (池田 大介, Ikeda Daisuke, né le 15 avril 1986 à Osaka) est un athlète japonais, spécialiste du décathlon.
Son meilleur résultat est de 7 753 points, obtenus à Hiroshima le 26 juin 2009 : il le bat en obtenant 7 788 points lors des Championnats du monde à Berlin, le 20 août 2009.